# Paz de Río
Paz de Río es un municipio colombiano ubicado al nororiente del departamento de Boyacá, en la provincia de Valderrama

## Toponimia

### Origen lingüístico[4]
- Familia lingüística:
- Lengua:

### Significado
La paz es una expresión de origen latino que nace de las voces pax-pacis-pak, variaciones del griego pax, que significa "silencio, basta". Rio es una palabra derivada de las voces latinas rivus-riu que manifiesta "arroyo, canal" en referencia a un curso de agua.
En latín paz representa la acción de resolver un acuerdo entre dos partes; posiblemente, desde su origen se encuentra ralacionada con la voz polaca y rusa paz, que significan "unido". Generalmente, paz se refiere a lo tranquilo, quieto y natural.
En las lenguas de la familia indoeuropea río se relaciona con las voces latinas flumen-fluvius "fluir". También es variante del vocablo ria que significa "pues de río, encañada de tierra amena, tierra adentro".
La voz latina rivus es variante del vocablo griego ryax-akos que manifiesta "derrame, desbordamiento, torrente, desagüe", y estas expresiones son derivadas del griego reo que significa "fluir, gotear, manar, dimanar, derramar, correr, brotar, verter, expresar, decir, hablar, transcurrir, retirar, escurrirse, huir, defender, resguardar".

### Origen / Motivación
El municipio tomó su nombre del tratado de Paz de Río, celebrado entre Colombia y Perú el 24 de mayo de 1934, luego de la confrontación armada de los dos países.

### Nombres históricos
- Chitagoto (durante la Colonia)
- La Paz (1834)

## Geografía
Los principales ríos que recorren su geografía son el Chicamocha y el Soapaga. Entre las quebradas sobresalen la Colorada, que nacen en el páramo del Cazadero y la de Pargua que separa los límites entre Tutasá y Belén, las cuales llevan sus aguas al Soapaga, y la quebrada del Estoraque que separa los límites con Beteitiva y vierte sus aguas en el Chicamocha.
Los límites de este municipio de la provincia de Valderrama son los siguientes: Por el norte con Sativasur, por el sur con Tasco y Betéitiva, por el oriente con Sativasur y Tasco y por el occidente con Belén y Tutazá.

## Economía
La agricultura y la ganadería le han cedido primacía económica a la producción mineral de hierro, carbón y comercio en general.
Sus diferentes pisos térmicos le permiten la producción de diferentes productos
En un piso ya más elevado, su suelo produce trigo, papa, maíz, cebada, habas, hortalizas.Pero en las riveras de los ríos Chicamocha y Soapaga se producen todos los vegetales del clima templado. La ganadería no se explota a gran escala. 
Anualmente es escenario del Reinado Nacional de la Minería, certamen que cuenta con el apoyo de la empresa Acerías Paz del Río, que cuenta con sus minas de hierro en jurisdicción del municipio.

## Historia

La ruta 61 terminaba en Paz del Río.

La ruta 64 atraviesa Paz del Río comunicando a Arauca con Bogotá.

Los orígenes de este pueblo localizado, según documentos, en el sitio de Chitagoto, en donde más tarde se fundó La Paz, son prehistóricos. Su gobernante era un Cacique, tributario del poderoso señor de Tundama o Duitama. Al legar los conquistadores a territorio de Tundama, este salió a la cabeza de 12.000 soldados indígenas. Los caciques de Onzaga, Cerinza, Sátiva (hoy Sativasur), Susa, Soatá y Chitagoto fueron como capitanes de sus respectivas tribus a pelear a Bonza, Pantano de Vargas, en favor del señor Duitama.

La suerte no estuvo del lado de los nativos y éstos fueron derrotados por los españoles. El cacique Chitagoto regresó a su residencia con un ejército diezmado. Los primeros evangelizadores llegados a este poblado fueron los franciscanos. El pueblo indígena de Chitagoto, que subsistió largos años después de la conquista fue agregado en 1683 a la parroquia de Sativanorte, época en que se fundó este municipio. Los habitantes de Chitagoto empeñados en fundar una parroquia independiente de Sativanorte, levantaron la documentación correspondiente ante los gobiernos civiles y eclesiásticos. En atención a que las diligencias para la elección de la nueva parroquia en el sitio de Chitagoto se atendieron debidamente, el gobernador de Tunja aprobó la creación de la parroquia de La Paz el 1 de marzo de 1834. 
Como la ley quinta de 1920 autorizaba a las asambleas departamentales el cambio de nombre de los municipios que entonces estuvieran repetidos en el territorio de la república, la asamblea de Boyacá en 1936 agregó a La Paz el título de Río, en recordación al tratado de paz firmado en Río de Janeiro el 24 de mayo de 1934, entre Colombia y Perú. 
El lunes 27 de noviembre de 1933 se presentaron fuertes deslizamientos de tierra originados por un intenso invierno, que obligaron a trasladar a la población de La Paz al sitio de Huerta Grande.
En abril de 2012, la localidad se vio inundada debido al desbordamiento del río Soapaga, hecho por el cual, el municipio recibió la visita del entonces presidente de la república,  Juan Manuel Santos el  22 de abril de 2012

## Emisoras de Paz del Río
| Frecuencia | Teléfono   | Nombre                 | Cadena              | Lema         | Web            |
| ---------- | ---------- | ---------------------- | ------------------- | ------------ | -------------- |
| 98.6 FM    | 3144430936 | Voz Minera de Colombia | Emisora Comunitaria | Está Contigo | Sonido en vivo |